# Anomala munda
Anomala munda är en skalbaggsart som beskrevs av Benderitter 1928. Anomala munda ingår i släktet Anomala och familjen Rutelidae. Inga underarter finns listade i Catalogue of Life.